# Сан-Хосе-Итурбиде
Сан-Хосе-Итурбиде (исп. San José Iturbide) — город и административный центр одноимённого муниципалитета в мексиканском штате Гуанахуато. Численность населения, по данным переписи 2010 года, составила 23 471 человек.

## История
Сан-Хосе-Итурбиде был основан 5 февраля 1754 года, а статус города получил в 21 сентября 1948 году.